# Синий поезд

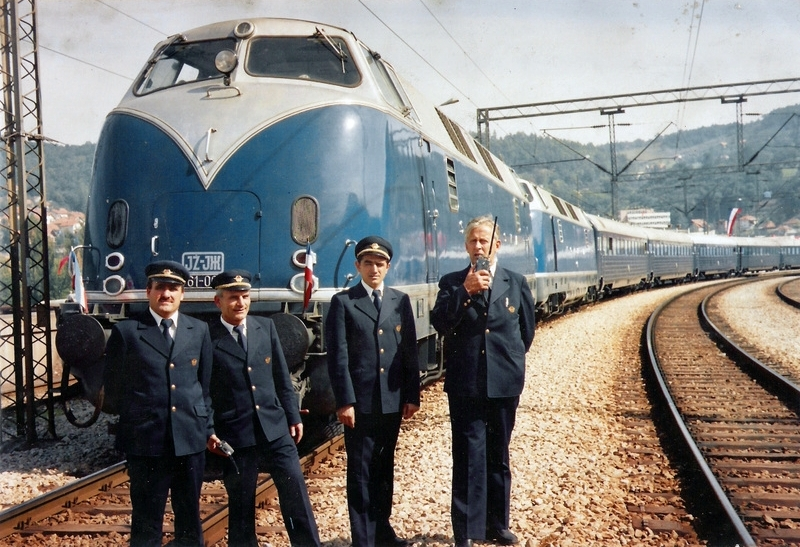
Синий поезд в 1976 году

Синий поезд (сербохорв. Plavi voz / Плави воз) — музейно-туристический поезд компании Железнице Србије, специальный поезд высшего класса, принадлежавший Президенту СФРЮ Иосипу Брозу Тито и использовавшийся им для совершения визитов. Поезд был специально разработан для того, чтобы выполнять все свои протокольные обязанности во время внутренних и зарубежных поездок президента Югославии, а также обладал соответствующей защитой, обеспечиваемой со стороны армии и милиции. Интерьер поезда был выполнен в стиле ар деко и не изменился за прошедшее время. Поезд использовался с 1946 по 1980 годы; свой последний рейс он совершил 5 мая 1980 года из Любляны в Белград, доставив тело вождя для последующего погребения. С 2004 года поезд открыт для посещения сербскими и иностранными туристами; ежегодно проводятся от 30 до 40 туров. Также поезд берут напрокат некоторые отечественные и иностранные фирмы.

## История

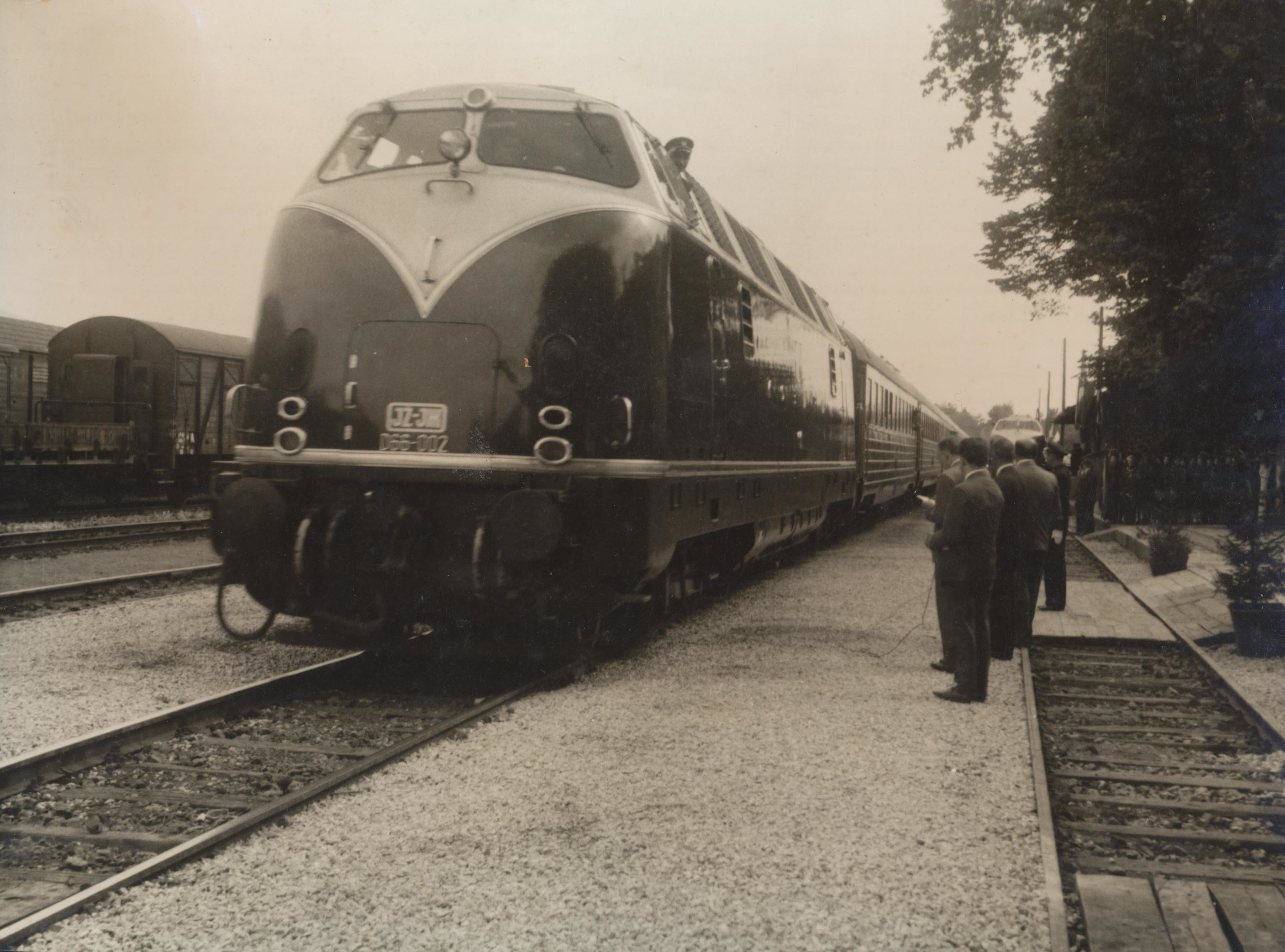
Синий поезд в Пироте, 1965 год

Синий поезд использовался исключительно для перевозки Президента СФРЮ Иосипа Броза Тито, высших государственных и политических деятелей страны, а также глав зарубежных государств. Свою первую поездку он совершил в декабре 1946 года, проехав всего более 600 тысяч километров. В 1956 году было принято распоряжение о сборке дополнительных вагонов: ею занимались компания ГОША из Смедеревской-Паланки и вагоностроительный завод имени Бориса Кидрича из Марибора. Поезд стал синим по названию и цвету состава, чтобы отличаться от зелёных поездов Югославских железных дорог. На поезде проехались в своё время более 60 глав государств, а в октябре 1972 года поезд был отреставрирован и обновлён специально к визиту королевы Великобритании Елизаветы II. Поезд курсировал вплоть до 4 мая 1980 года, когда доставил тело Иосипа Броза Тито в Белград. Считается[кем?] одним из лучших поездов своего времени.

## Состав

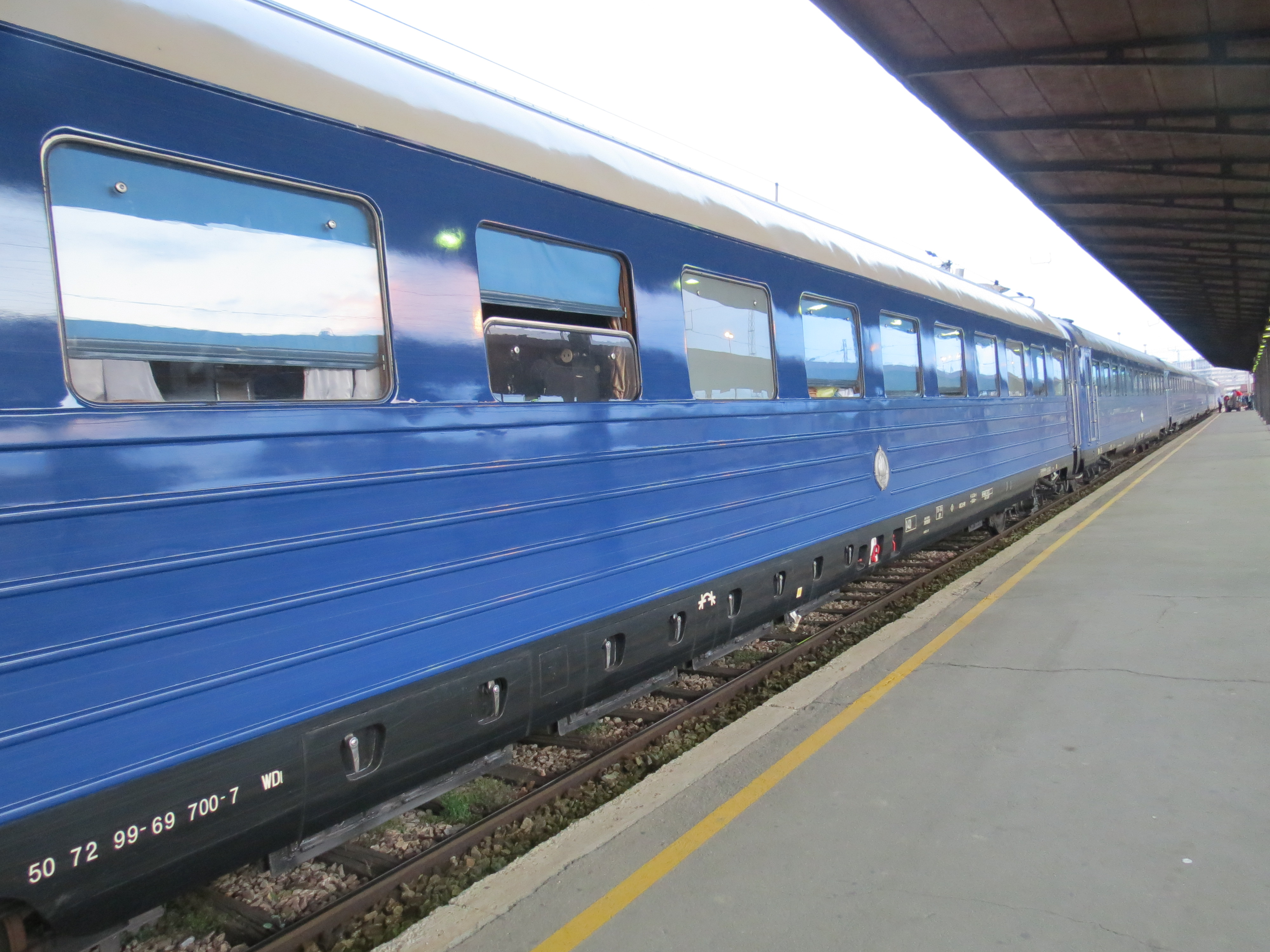
Синий поезд, июнь 2013 года

В синем поезде есть банкетный зал, три вагона класса «люкс» с апартаментами, кухня, вагон-ресторан и багажный вагон для перевозки автомобилей. В поезде всего 92 места и 90 спальных коек. Интерьер поезда сделан преимущественно из дерева: красное дерево, груша и орех. Салоны и коридоры инкрустированы.

### Вагон-ресторан (WR, 88-69)

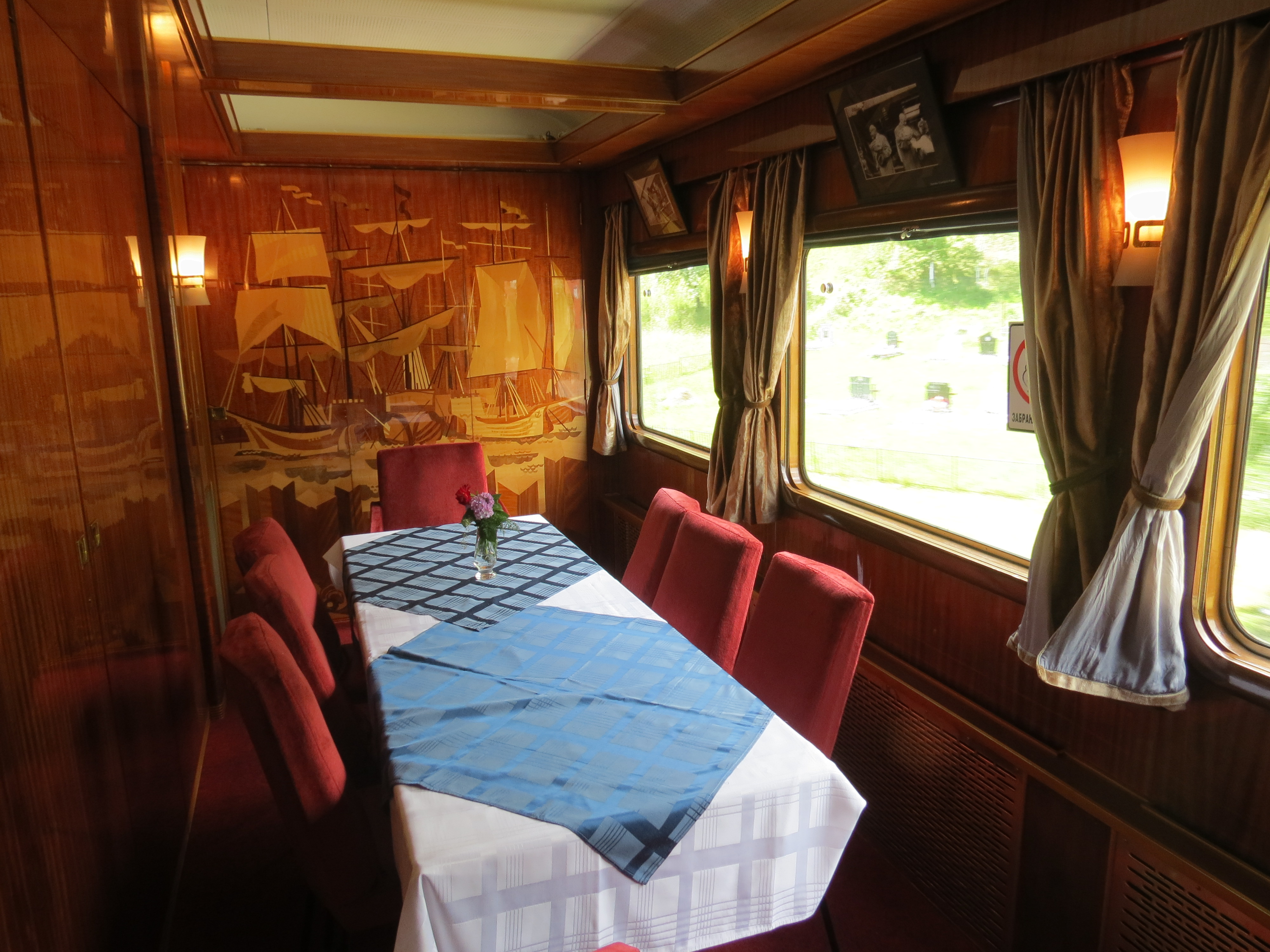
Восьмиместное купе

В этом вагоне есть обеденный зал на 28 мест, купе на 8 мест, бар и кухня. Максимальная скорость движения вагона — 140 км/ч. Режим движения[прояснить] — NE. Движется только в составе синего поезда. Оснащён аудиосистемой (внутренняя, двухканальная) и телефонной связью. Отопление вагона паровое.

### Апартаменты (Salon, 89-69)

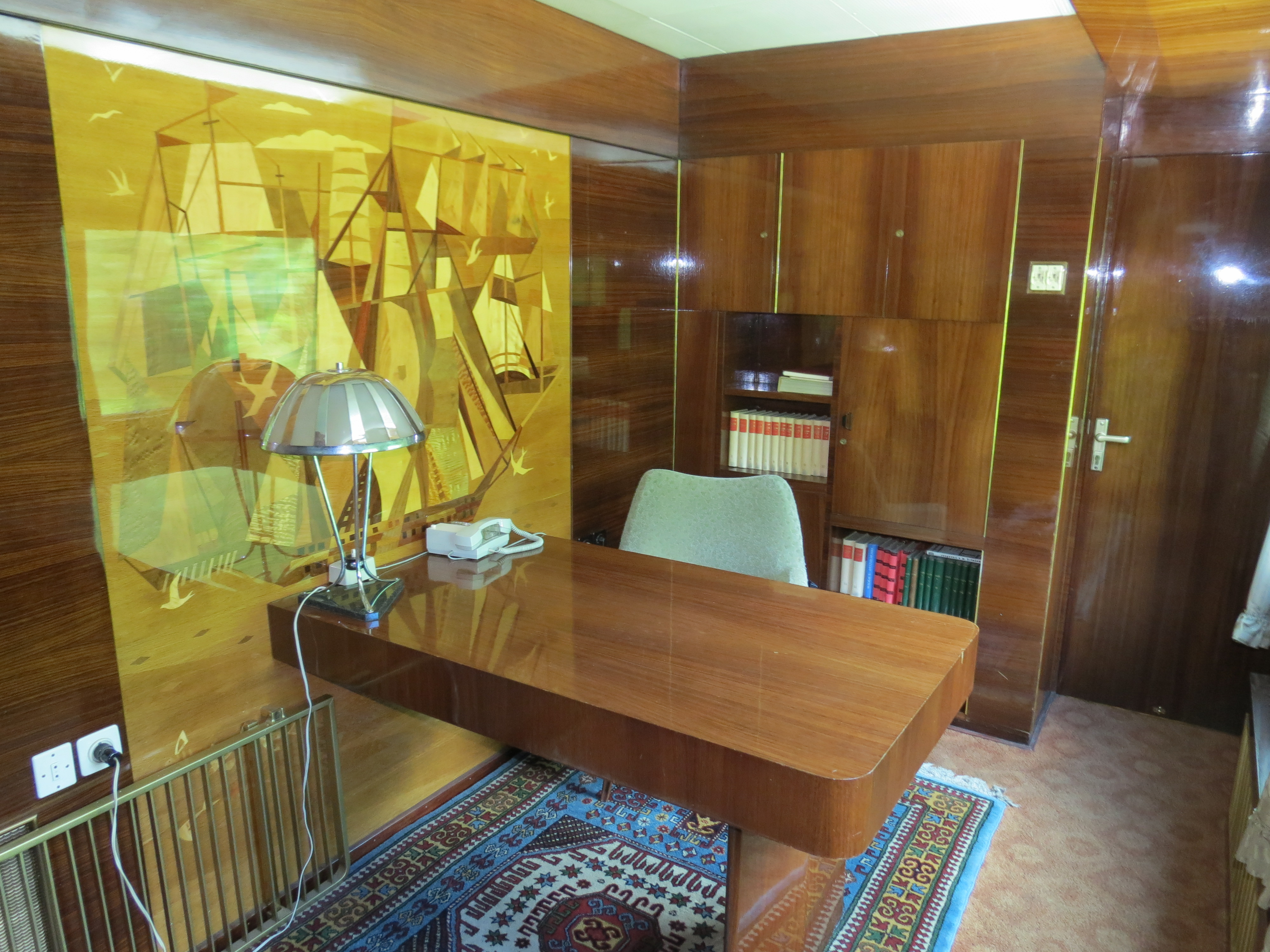
Кабинет Иосипа Броза Тито

Первый — личный вагон Иосипа Броза Тито. Оснащён кондиционером, состоит из двух комнат (в каждой по кровати), рабочего кабинета, ванной, гостиной с двумя креслами и раздевалкой. Во втором вагоне есть две односпальные и четыре двуспальные кровати, рабочий кабинет, ванная, салон на 8 человек и кухня; также оснащён кондиционером. Максимальная скорость движения обоих вагонов — 140 км/ч. Режим движения[прояснить] — NE. Движутся только в составе синего поезда. Оснащены аудиосистемой (внутренняя, двухканальная) и телефонной установкой. Отопление паровое.

### Банкетный зал (Salon, 89-69)

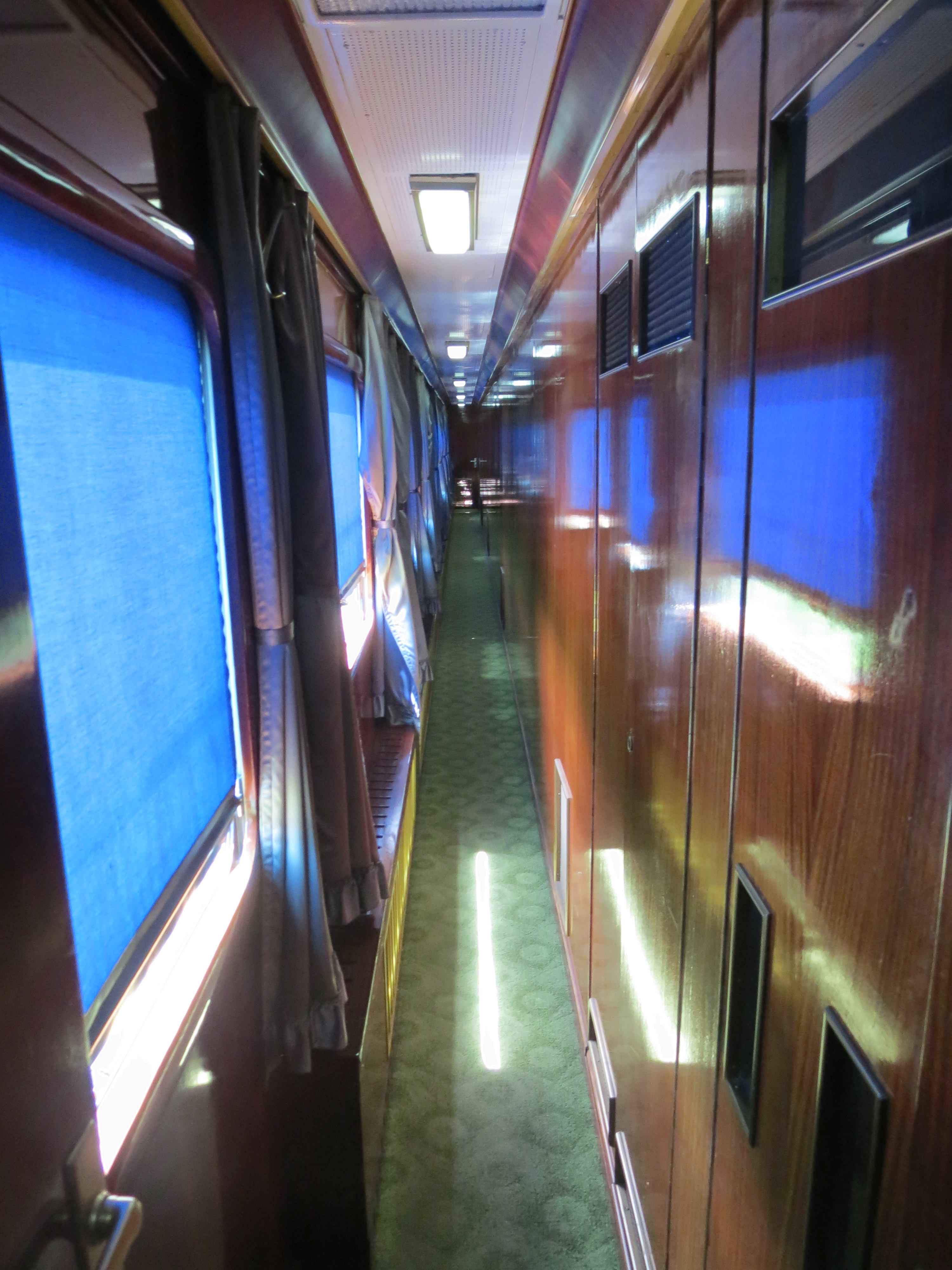
Коридор

Вагон оснащён кондиционером. Зал с электрическим освещением на 28 мест, в салоне 10 кресел. Оснащена двухканальной аудиосистемой и кинопроектором. Максимальная скорость движения вагона — 140 км/ч. Режим движения[прояснить] — NE. Движется только в составе синего поезда. Оснащён также телефонной связью. Отопление паровое.

### Кухня (SK, 88-69)
Вагон-кухня типа SK, может двигаться только с помощью локомотива из состава синего поезда. Запас пищи на 300 блюд. Электропитание — 3 x 300 В, 50 Гц, отопление паровое. Оснащён аудиосистемой (внутренняя, двухканальная) и телефонной связью. Максимальная скорость движения вагона — 140 км/ч. Режим движения[прояснить] — NE.

### Вагон для перевозки автомобилей (MD, 98-30)
Вагон типа MD, закрытый одноэтажный для перевоза автомобилей. Оснащён автомойкой для обслуживания автомобиля за время путешествия. Может двигаться в составе обычных поездов. Вместимость — 4 машины, высота транспортного средства не более 1,75 м. Есть источник электропитания, обогреватель HAGENUK, два основных и одно дополнительное спальные места. Максимальная скорость движения вагона — 140 км/ч. Режим движения[прояснить] — NE.

### Салон (Salon, 09-80)

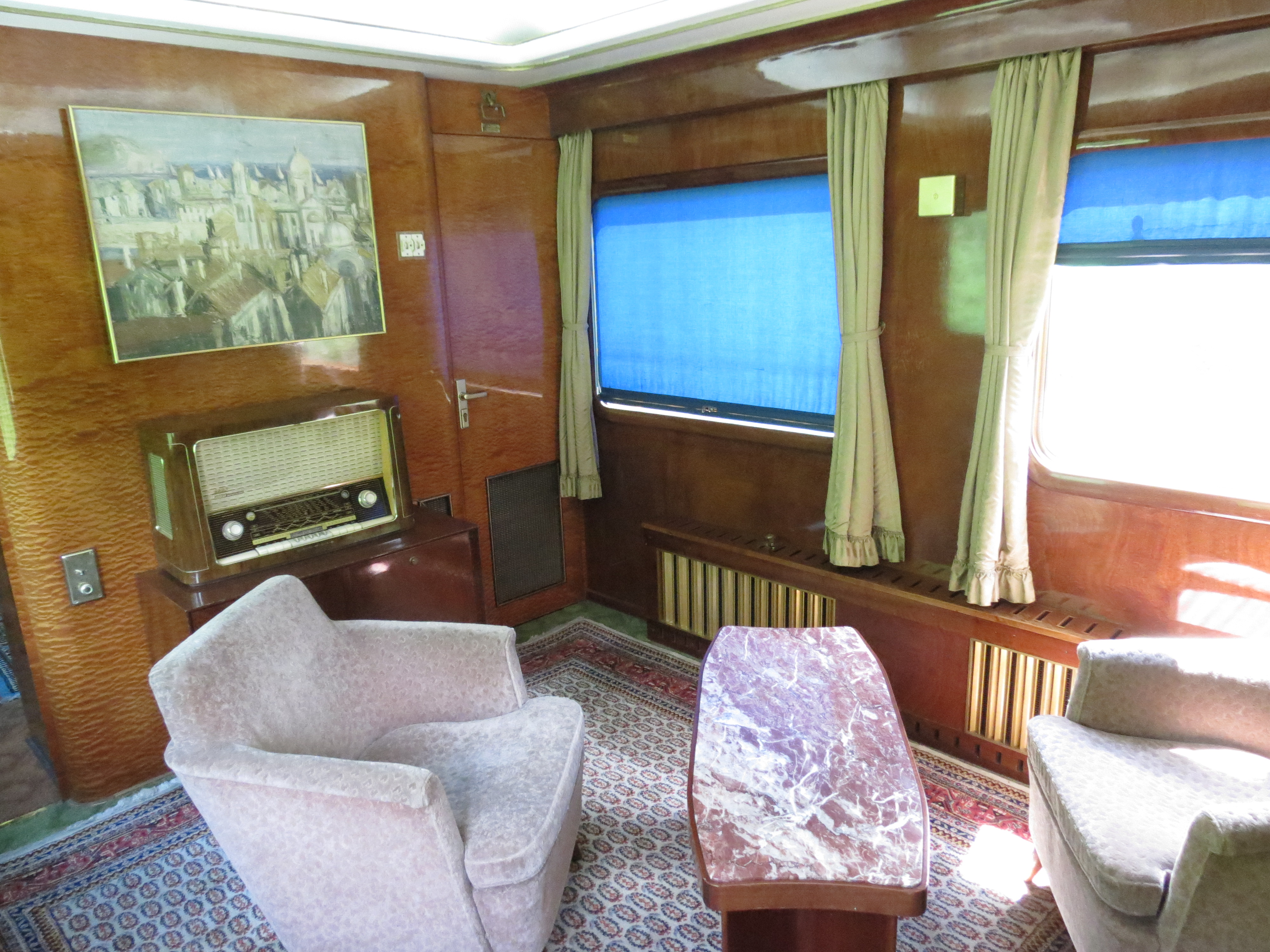
Малый салон

Вместимость — 10 двуспальных мест и одно односпальное (6 коек). Есть зона отдыха, вакуумный туалет, ванная в главной кабине и кухня. Оснащён кондиционером. Максимальная скорость движения вагона — 160 км/ч. Режим движения[прояснить] — RIC. Тип вагона[прояснить] — Z. Может двигаться в составе обычных поездов, не входил изначально в состав синего поезда. Дизельный двигатель Mercedes мощностью 56 кВт, паровая машина HAGENUK с возможностью выбора режима источника питания[прояснить] (электричество, солярка или пар).

## Локомотивы
Паровозы серии ЈЖ-11, перевозившие подобный состав, были произведены в 1947 году на заводах MAVAG в Будапеште. Первыми дизельными локомотивами стали тепловозы с гидропередачей серии JЖ-Д66, позже JЖ-761 (Krauss-Maffei D66 V200), произведённые в 1957 году в Мюнхене. Было выпущено три таких локомотива под номерами «001 Динара», «002 Козара» и «003 Сутьеска» по именам крупнейших сражений Народно-освободительной войны Югославии. Четвёртый локомотив не был завершён, и позже его переоборудовали в подсерию V300. Все три локомотива попали в депо Кошутняк в мае 1957 года.
В 1978 году тепловозы серии ЈЖ-761 были заменены на локомотивы серии ЈЖ-666 (EMD JT22CW) производства General Motors. Они получили названия «001 Динара», «002 Козара», «003 Сутьеска» и «004 Неретва». Все три паровоза серии 11 ныне являются экспонатами музеев: 11-022 в Белграде на Главной железнодорожной станции, 11-015 в Загребе и 11-023 в Любляне в железнодорожных музеях. Дизельные локомотивы серии 761 находятся у станции Топчидер в более плохом состоянии рядом с депо синего поезда. Серия 666 используется поездами компании Железнице Србије и по сей день, хотя не все четыре локомотива работают. Ходит только «003 Сутьеска» от Мала-Крсны до Пожареваца (отремонтирован в депо Кралево).

## Моторный вагон

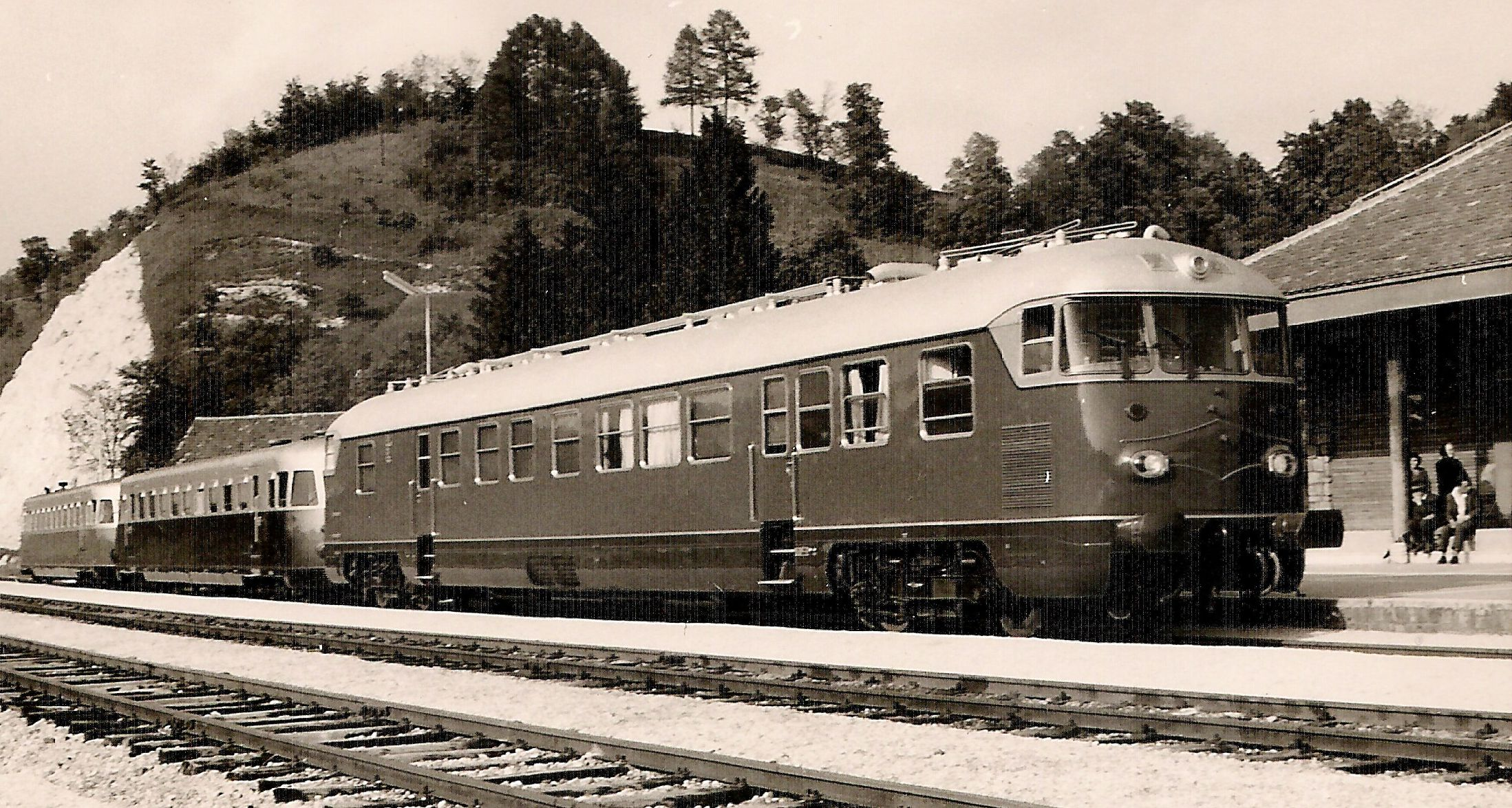
Моторный вагон

В составе синего поезда также находится отдельный моторный вагон и салон-прицеп с кондиционером. Собран в 1961 году в Германии, доработан в 1962 году в Мариборе. Вместимость: 6 коек (12 двуспальных мест), в салоне есть кухня, источник энергии и возможность электрического снабжения от дизельных агрегатов. Есть два дизельных двигателя (независимые друг от друга). Максимальная скорость движения вагона — 120 км/ч.